# Marathonlauf-Länderkampf der Männer 1979 BR Deutschland – Frankreich – Italien – Spanien – Tschechoslowakei
| 4. Leichtathletik-Länderkampf mit bundesdeutscher Beteiligung 1979                                    | 4. Leichtathletik-Länderkampf mit bundesdeutscher Beteiligung 1979 |
| --- | ------------------------------------------------------------------ |
| |                                                                    |
| Marathonlauf-Vergleich der Männer: BR Deutschland – Frankreich – Italien – Spanien – Tschechoslowakei |                                                                    |
| Austragungsort                                                                                        | Brüssel                                                            |
| Wettbewerbe                                                                                           | 1                                                                  |
| Datum                                                                                                 | 9. Juni                                                            |
| 1. ITA 2. FRA 3. FRG 4. ESP 5. CSK                                                                    | Pzf: 056 Pzf: 078 Pzf: 106 Pzf: 108 Pzf: 135                       |
| Chronik                                                                                               |                                                                    |
| ← FRA-FRG Geher (M)                                                                                   | FRG-GBR-POL-SUI (M) →                                              |

Im vierten Vergleich des Länderkampfjahres 1979 kam es am 9. Juni zu einem weiteren Länderkampf im Marathonlauf der Männer mit fünf beteiligten Ländern. Teilnehmer waren wie 1977 und 1978 die Bundesrepublik Deutschland, Frankreich, Italien, Spanien und die Tschechoslowakei. Vier dieser Teams trafen sich zum sechsten Mal, Spanien war 1977 zum ersten Mal dazugestoßen und hatte auch 1978 teilgenommen. Die erste Begegnung 1974 hatte die Bundesrepublik für sich entschieden, die zweite war 1975 an die Tschechoslowakei gegangen, in der dritten, vierten und fünften hatte sich von 1976 bis 1978 Italien durchgesetzt. In diesem Jahr wurde die Veranstaltung an einem neutralen Ort ausgetragen, Gastgeber war die belgische Hauptstadt Brüssel.

## Modus
Für jede Mannschaft waren acht Läufer startberechtigt, von denen die sechs Besten gewertet wurden. Die Wertung für den Ländervergleich erfolgte über die Platzziffer, das heißt der erreichte Platz in der Einzelwertung entsprach dem jeweils vergebenen Punkt. Die Reihenfolge im Länderkampf wurde bestimmt durch die Punktzahl angefangen beim niedrigsten Wert für Rang eins bis hin zum höchsten Wert für Rang vier.

## Ergebnis
In der Einzelwertung lag auch diesmal wieder ein italienischer Läufer vorn. Auch die weiteren Italiener platzierten sich so gut, dass Italien diesen Ländervergleich mit Platzziffer 56 zum vierten Mal in Folge siegreich beendete. Frankreich belegte mit Platzziffer 78 erneut den zweiten Platz. Nach dem letzten Rang im Vorjahr verbesserten sich die bundesdeutschen Läufer mit Platzziffer 106 auf Rang drei. Knapp dahinter wurden die Spanier Vierter mit Platzziffer 108. Die Tschechoslowakei kam mit Platzziffer 135 auf den fünften und letzten Platz.

## Legende
Kurze Übersicht zur Bedeutung der Symbolik – so üblicherweise auch in sonstigen Veröffentlichungen verwendet:
| DNF | nicht im Ziel (did not finish) |

## Resultat

### Marathonlauf
| Platz | Athlet              | Land | Zeit (h) |
| ----- | ------------------- | ---- | -------- |
| 01    | Marco Marchei       | ITA  | 2:15:22  |
| 02    | Fernand Kolbeck     | FRA  | 2:16:18  |
| 03    | A. Oerau            | ESP  | 2:17:15  |
| 04    | Orlando Pizzolato   | ITA  | 2:17:28  |
| 05    | Reinhard Leibold    | FRG  | 2:18:39  |
| 06    | Massimo Magnani     | ITA  | 2:19:12  |
| 07    | G. Cohnan           | FRA  | 2:20:18  |
| 08    | Falko Will          | FRG  | 2:20:40  |
| 09    | A. Romero           | ESP  | 2:20:42  |
| 10    | Stefano Fabbri      | ITA  | 2:21:08  |
| 11    | Michel Lelut        | FRA  | 2:21:23  |
| 12    | Günter Mielke       | FRG  | 2:22:04  |
| 13    | Pavel Madar         | CSK  | 2:22:53  |
| 14    | A. Canovas          | ESP  | 2:23:29  |
| 15    | Gianni Poli         | ITA  | 2:23:34  |
| 16    | Stefan Pichler      | FRG  | 2:23:40  |
| 17    | Jean-Pierre Eudier  | FRA  | 2:25:06  |
| 18    | Bernard Daqueroy    | FRA  | 2:25:06  |
| 19    | Josef Jänsky        | CSK  | 2:25:19  |
| 20    | Langione            | ITA  | 2:25:30  |
| 21    | Alberto Moretti     | ITA  | 2:26:30  |
| 22    | Luis Landa          | ESP  | 2:28:21  |
| 23    | Gérard Margerit     | FRA  | 2:28:52  |
| 24    | Svetozár Blažek     | CSK  | 2:29:12  |
| 25    | Pavel Broum         | CSK  | 2:29:37  |
| 26    | František Pechek    | CSK  | 2:29:48  |
| 27    | J. Sánchez          | ESP  | 2:30:07  |
| 28    | Miroslav Krsek      | CSK  | 2:30:18  |
| 29    | Jaroslav Kocourek   | CSK  | 2:32:11  |
| 30    | Günter Zahn         | FRG  | 2:32:19  |
| 31    | Edmond Leroy        | FRA  | 2:32:30  |
| 32    | M. Delaby           | FRA  | 2:33:23  |
| 33    | R. Barragáns        | ESP  | 2:35:00  |
| 34    | E. Leralta          | ESP  | 2:35:47  |
| 35    | Otto Schirmer       | FRG  | 2:38:25  |
| 36    | L. Řezáč            | ITA  | 2:40:19  |
| 37    | M. García           | ESP  | 2:48:42  |
| DNF   | Werner Dörrenbächer | FRG  |          |
| DNF   | Klaus Orthen        | FRG  |          |